# Fabão
José Fábio Alves Azevedo, mais conhecido como Fabão (Vera Cruz, 15 de junho de 1976), é um ex-futebolista brasileiro que atuava como zagueiro.

## Carreira
Fabão foi revelado pelo Bahia, clube que o lançou como profissional em 1996.
Contratado pelo Flamengo em outubro de 1998, Fabão defendeu as cores do rubro-negro por dois anos consecutivos. Então, no ano 2000, transferiu-se para o futebol espanhol, aonde teve passagens por Betis e Córdoba.
O zagueiro voltou ao Brasil em 2002 para vestir a camisa do Goiás, pelo qual foi destaque no Campeonato Brasileiro de 2003. Em seguida, transferiu-se para o São Paulo.
No tricolor paulista, Fabão viveu o melhor momento de sua carreira, conquistando, em 2005, o Campeonato Paulista, a Copa Libertadores e o Mundial de Clubes. Um ano depois, mais um importante título: o Campeonato Brasileiro de 2006.
Após três anos no São Paulo, Fabão mudou-se para o Japão, atuando pelo Kashima Antlers em 2007.
Em janeiro de 2008, Fabão chegou ao Cepraf para se tratar de uma fratura na fíbula da perna direita. Em fevereiro, ele foi confirmado pelo técnico Emerson Leão na lista do Santos para a Copa Libertadores de 2008. No dia 12, assinou contrato com o clube por dois anos, sendo apresentado na manhã seguinte. No final do ano de 2009, rescinde seu contrato junto ao Santos. Em Abril de 2010, é anunciado como nova contratação do Guarani, para a disputa do Campeonato Brasileiro de 2010.
No ano de 2011, transferiu-se para o Henan Jianye, da China.
Em 2012, acerta com o Comercial de Ribeirão Preto para a disputa do Campeonato Paulista. Pelo clube do interior, marcou um gol, contra o Corinthians, partida empatada em 3 a 3, no Estádio Palma Travassos.
Para a temporada 2013, acerta com o Sobradinho. No ano de 2014, acerta com o Goianésia para a disputa da Série D do brasileirão.

## Títulos
Bahia
- Campeonato Baiano: 1998

Flamengo
- Campeonato Carioca: 1999 e 2000
- Copa Mercosul: 1998

Bétis
- Troféu Ramón de Carranza: 2001

Goiás
- Campeonato Goiano: 2002 e 2003
- Copa Centro-Oeste: 2002

São Paulo
- Campeonato Paulista: 2005
- Copa Libertadores da América: 2005
- Mundial de Clubes da FIFA: 2005[9]
- Campeonato Brasileiro: 2006

Kashima Antlers
- Campeonato Japonês de Futebol: 2007
- Copa do Imperador: 2007

## Prêmios
- Seleção do Campeonato Brasileiro: 2006
- Seleção das Américas, pela El País: 2006
- Bola de Prata da Revista Placar: 2003 e 2006
- Artilheiro Legends Cup Brasil 2019